# 126-й лёгкий горнострелковый корпус
126-й лёгкий горнострелковый Краснознамённый ордена Богдана Хмельницкого корпус — воинское соединение в вооружённых силах СССР во время Великой Отечественной войны.

## Формирование и боевые действия
Корпус сформирован 8 марта 1944 года на Карельском фронте путём переформирования 1-го легкострелкового корпуса, созданного 27.02.1944 года.
В действующей армии с 27 февраля 1944 по 8 марта 1944 года как легкострелковый, с 8 марта 1944 года по 15 ноября 1944, с 14 февраля 1945 по 11 мая 1945 года и с 25 августа 1945 по 3 сентября 1945 года как лёгкий горнострелковый корпус.
С момента формирования поступил в 14-ю армию.
В ходе Петсамо-Киркенесской операции вёл наступление на левом, южном фланге группировки. Перед частями корпуса была поставлена задача глубокого обхода по труднодоступным местам позиций вражеских войск и выхода в район западнее Луостари.
Здесь противник, надеясь на болотисто-речную местность, лишённую не только дорог, но и троп, имел лишь очаговую оборону. Тяжело пришлось при форсировании водных преград. Поднимая над собой оружие и боеприпасы, бойцы двигались в ледяной воде. На подходе к сопке Куорпукас солдаты, как альпинисты, карабкались по скользким гранитным скалам. 
10.10.1944 года части корпуса перерезали дорогу Петсамо — Салмиярви, западнее Луостари, тем самым не допустив подхода подкреплений. Части корпуса отражали в день по 6—10 атак противника.
Затем части корпуса продолжили наступление в направлении Петсамо с юга, вновь с задачей перерезать дорогу Петсамо — Тарнет, что они и сделали 13.10.1944.
С возобновлением наступления, части корпуса нанесли удар вдоль дороги Луостари — Ахмалахти.
21.10.1944 корпус достиг озера Клистервати.
К 25.10.1944 части корпуса, взаимодействуя с частями 99-го стрелкового корпуса, освободили норвежский город Мункельвен.
Преследуя противника, 27.10.1944 года части корпуса очистили от противника город Нейден, где и закончили операцию, продвинувшись на этом направлении дальше, чем другие советские части.
До ноября 1944 года находился в Норвегии, выведен в резерв, и 20.02.1945 года прибыл в район Бельско (Чехословакия), сосредоточившись к началу марта 1945 года.
С 24.03.1945 года начинает наступление в ходе Моравско-Остравской наступательной операции, составляя первый эшелон наступающих войск в районе Зорау. При наступлении корпус поддерживала 5-я гвардейская танковая бригада. К концу дня части корпуса продвинулись на 7 километров. К концу марта 1945 части корпуса овладели сильно укреплёнными пунктами Сырин, Блющув и Камень и 02.04.1945 форсировали реку Одра. С 05.04.1945 года, после перегруппировки, поредевшие части корпуса перешли к обороне, в то время как другие соединения армии осуществляли прорыв обороны противника. В мае 1945 года успешно продвигался вглубь Чехословакии.
После окончания войны с Германией находился в Прикарпатском военном округе. В августе 1945 года переброшен на Дальний Восток, но поскольку прибыл только 25 августа 1945 года, то в боях советско-японская война, похоже, участия не принимал.

## После войны
В 1945 году корпус был передислоцирован на Чукотку. Управление, части обеспечения и 72-я бригада были дислоцированы в бухте Провидения, 31-я бригада — в посёлке Анадырь, 32-я бригада и 901-й горно-артиллерийский полк в посёлке Урелики.
В 1948 году на базе корпуса началось формирование 14-й армии под командованием Героя Советского Союза генерал-лейтенанта Н. Н. Олешева.

## Командование
- Соловьёв, Владимир Николаевич (с 08.03.1944 по 03.09.1945), полковник, с 02.11.1944 генерал-майор.
- Федюнькин, Иван Фёдорович гвардии генерал-лейтенант (хх.08.1947—хх.12.1948)

## Герои Советского Союза
- Амвросов, Иван Прокопьевич (1910 — 29.03.1945 гг.), 72-я горнострелковая бригада, командир, полковник. Указом Президиума Верховного Совета СССР от 23 мая 1945 года за умелое командование бригадой и проявленные при этом мужество и героизм ему было присвоено звание Героя Советского Союза (посмертно).

## Боевой состав
| Дата       | Фронт                     | Армия                 | В составе (стрелковые)                                                                 | Другие части, в том числе приданные | Примечания |
| ---------- | ------------------------- | --------------------- | -------------------------------------------------------------------------------------- | --- | ---------- |
| 01.04.1944 | Карельский фронт          | 14-я армия            | 72-я морская стрелковая бригада 31-я лыжная бригада                                    | 187-й отдельный батальон связи 901-й горный корпусной артиллерийский полк 2964-я полевая почтовая станция | -          |
| 01.05.1944 | Карельский фронт          | 14-я армия            | 72-я морская стрелковая бригада 31-я лыжная бригада                                    | 187-й отдельный батальон связи 901-й горный корпусной артиллерийский полк 2964-я полевая почтовая станция | -          |
| 01.06.1944 | Карельский фронт          | 14-я армия            | 72-я морская стрелковая бригада 31-я лыжная бригада                                    | 187-й отдельный батальон связи 901-й горный корпусной артиллерийский полк 2964-я полевая почтовая станция | -          |
| 01.07.1944 | Карельский фронт          | 14-я армия            | 72-я морская стрелковая бригада 31-я лыжная бригада                                    | 187-й отдельный батальон связи 901-й горный корпусной артиллерийский полк 2964-я полевая почтовая станция | -          |
| 01.08.1944 | Карельский фронт          | 14-я армия            | 72-я морская стрелковая бригада 31-я лыжная бригада                                    | 187-й отдельный батальон связи 901-й горный корпусной артиллерийский полк 2964-я полевая почтовая станция | -          |
| 01.09.1944 | Карельский фронт          | 14-я армия            | 72-я морская стрелковая бригада 31-я лыжная бригада                                    | 187-й отдельный батальон связи 901-й горный корпусной артиллерийский полк 508-я полевая авторемонтная база 2964-я полевая почтовая станция                                                                       | -          |
| 01.10.1944 | Карельский фронт          | 14-я армия            | 72-я морская стрелковая бригада 31-я лыжная бригада                                    | 187-й отдельный батальон связи 901-й горный корпусной артиллерийский полк 508-я полевая авторемонтная база 2964-я полевая почтовая станция                                                                       | -          |
| 01.11.1944 | Карельский фронт          | 14-я армия            | 3-я бригада морской пехоты 72-я морская стрелковая бригада 31-я лыжная бригада         | 187-й отдельный батальон связи 901-й горный корпусной артиллерийский полк 508-я полевая авторемонтная база 2964-я полевая почтовая станция                                                                       | -          |
| 01.12.1944 | Резерв Ставки ВГК         | 19-я армия            | 69-я морская стрелковая бригада 70-я морская стрелковая бригада                        | 187-й отдельный батальон связи 901-й горный корпусной артиллерийский полк 508-я полевая авторемонтная база 2964-я полевая почтовая станция                                                                       | -          |
| 01.01.1945 | Резерв Ставки ВГК         | 19-я армия            | 31-я лыжная бригада 32-я лыжная бригада 72-я морская стрелковая бригада                | 187-й отдельный батальон связи 901-й горный корпусной артиллерийский полк 508-я полевая авторемонтная база 2964-я полевая почтовая станция                                                                       | -          |
| 01.02.1945 | Резерв Ставки ВГК         |                       | 31-я горнострелковая бригада 32-я горнострелковая бригада 72-я горнострелковая бригада | 187-й отдельный батальон связи 901-й горный корпусной артиллерийский полк 508-я полевая авторемонтная база 2964-я полевая почтовая станция                                                                       | -          |
| 01.03.1945 | 4-й Украинский фронт      | 38-я армия            | 31-я горнострелковая бригада 32-я горнострелковая бригада 72-я горнострелковая бригада | 187-й отдельный батальон связи 901-й горный корпусной артиллерийский полк 38-й отдельный сапёрный батальон 86-я отдельная автотранспортная рота 508-я полевая авторемонтная база 2964-я полевая почтовая станция | -          |
| 01.04.1945 | 4-й Украинский фронт      | 38-я армия            | 31-я горнострелковая бригада 32-я горнострелковая бригада 72-я горнострелковая бригада | 187-й отдельный батальон связи 901-й горный корпусной артиллерийский полк 38-й отдельный сапёрный батальон 86-я отдельная автотранспортная рота 508-я полевая авторемонтная база 2964-я полевая почтовая станция | -          |
| 01.05.1945 | 4-й Украинский фронт      | 1-я гвардейская армия | 31-я горнострелковая бригада 32-я горнострелковая бригада 72-я горнострелковая бригада | 187-й отдельный батальон связи 901-й горный корпусной артиллерийский полк 38-й отдельный сапёрный батальон 86-я отдельная автотранспортная рота 508-я полевая авторемонтная база 2964-я полевая почтовая станция | -          |
| 01.06.1945 | нет данных                | нет данных            | 31-я горнострелковая бригада 32-я горнострелковая бригада 72-я горнострелковая бригада | 187-й отдельный батальон связи 901-й горный корпусной артиллерийский полк 38-й отдельный сапёрный батальон 86-я отдельная автотранспортная рота 508-я полевая авторемонтная база 2964-я полевая почтовая станция | -          |
| 01.07.1945 | нет данных                | нет данных            | 31-я горнострелковая бригада 32-я горнострелковая бригада 72-я горнострелковая бригада | 187-й отдельный батальон связи 901-й горный корпусной артиллерийский полк 38-й отдельный сапёрный батальон 86-я отдельная автотранспортная рота 508-я полевая авторемонтная база 2964-я полевая почтовая станция | -          |
| 01.08.1945 | нет данных                | нет данных            | 31-я горнострелковая бригада 32-я горнострелковая бригада 72-я горнострелковая бригада | 187-й отдельный батальон связи 901-й горный корпусной артиллерийский полк 38-й отдельный сапёрный батальон 86-я отдельная автотранспортная рота 508-я полевая авторемонтная база 2964-я полевая почтовая станция | -          |
| 09.08.1945 | нет данных                | нет данных            | 31-я горнострелковая бригада 32-я горнострелковая бригада 72-я горнострелковая бригада | 187-й отдельный батальон связи 901-й горный корпусной артиллерийский полк 38-й отдельный сапёрный батальон 86-я отдельная автотранспортная рота 508-я полевая авторемонтная база 2964-я полевая почтовая станция | -          |
| 03.09.1945 | 1-й Дальневосточный фронт | -                     | 31-я горнострелковая бригада 32-я горнострелковая бригада 72-я горнострелковая бригада | 187-й отдельный батальон связи 901-й горный корпусной артиллерийский полк 38-й отдельный сапёрный батальон 86-я отдельная автотранспортная рота 508-я полевая авторемонтная база 2964-я полевая почтовая станция |            |

## Награды и наименования
| Награда (наименование)                | Дата                                                           | За что награждён |
| ------------------------------------- | -------------------------------------------------------------- | --- |
| Орден Красного Знамени                | Указ Президиума Верховного Совета СССР от 31 октября 1944 года | За образцовое выполнение заданий командования в боях с немецкими захватчиками, за овладение городом Петсамо (Печенга) и проявленные при этом доблесть и мужество.          |
| Орден Богдана Хмельницкого II степени | Указ Президиума Верховного Совета СССР от 28 мая 1945 года     | За образцовое выполнение заданий командования в боях с немецкими захватчиками при овладении городами Моравская Острава, Жилина и проявленные при этом доблесть и мужество. |

Награды частей корпусного подчинения:
- 38-й отдельный сапёрный ордена Красной Звезды[3] батальон